# Henri Welschinger

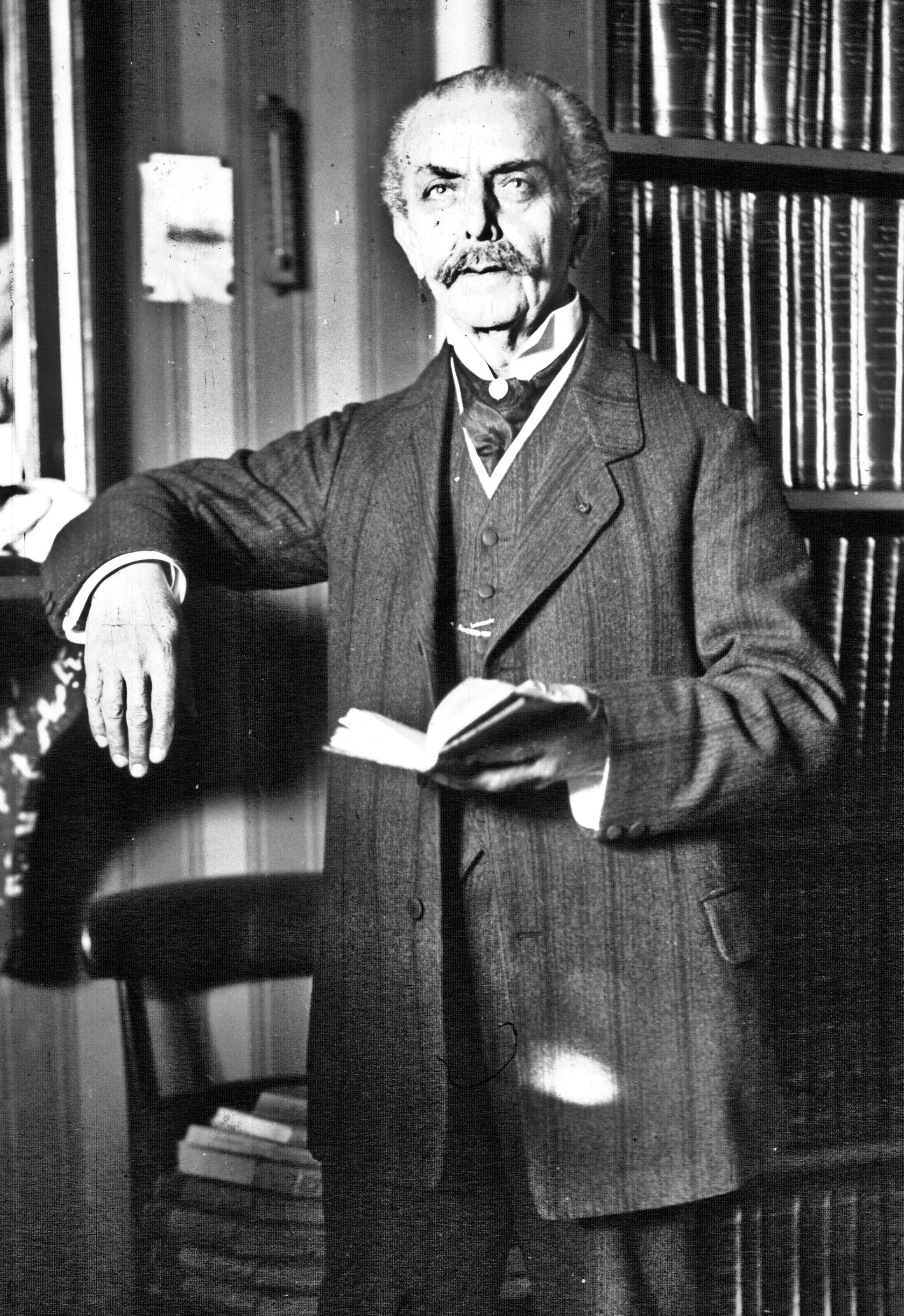
Henri Welschinger, 1909.

Henri Welschinger född den 2 februari 1846 i Muttersholtz i Elsass, död den 3 november 1919 i Viroflay, var en fransk historiker och författare.
Welschinger var 1876–1918 chef du service des procès-verbaux i senaten och från 1907 medlem av Franska institutet. Han författade vittra arbeten men främst historiska verk som Le théâtre de la révolution 1789–1799 (1880, prisbelönt av Franska akademien), Le duc d'Enghien (1888; 2:a reviderade upplagan 1913), Le roi de Rome (1897, för vilket han tilldelades Stora Gobertpriset 1898), Bismarck (1900; 2:a upplagan 1912), Le pape et l'empereur, 1804–1815  (1905), Les causes et les responsabilités de la guerre de 1870 (1910) och L'empereur Frédéric III (1917).